# Paul Nemenyi
Paul Felix Nemenyi (Rijeka, 5. lipnja 1895. – Washington, 1. ožujka 1952.), hrvatsko-mađarski matematičar i fizičar, ekspert mehanike kontinuuma, otac američkog šahista Bobbyja Fischera. Bio je i borac za prava životinja, pa je tako odbijao nositi vunenu odjeću.

## Životopis
Rodio se u Rijeci kao Neményi Bodog Pál u obitelji mađarskih Židova. U Rijeci je pohađao mađarske osnovne i srednje škole. Otac Dezso bio je direktor jedne od direkcija u riječkoj Rafineriji nafte, a u Rijeku je došao iz Budimpešte je kao djelatnik Opće kreditne banke. U školi je Nemenyi bio osrednji učenik. Tijekom srednje škole otišao je u Mađarsku. U Budimpešti je studirao na Politehničkoj školi do 1918. godine. Bio je prisiljen otići iz Mađarske u vrijeme antisemitskih zakona i otišao u Njemačku. Doktorirao je u Berlinu 1920-ih. U istom radu predavao je na Tehničkom sveučilištu. 1927. godine rodio mu se prvi sin. 1930-ih je napisao udžbenik iz mehanike koji je bio u uporabi na njemačkim fakultetima. Bio je član neke male stranke socijalističkog predznaka ITSK. Kao Židov je nakon promjene vlasti 1933. dobio otkaz i uhićen zbog navodnih "klevetničkih izjava" protiv Hitlerove vlasti, pritvoren na jedan dan pa oslobođen zbog nedostatka dokaza. Zaposlio se u Danskoj u Kopenhagenu, pa je otišao u Veliku Britaniju. Put ga je dalje odnio u SAD gdje je dospio tražeći posao. Bio je na razgovoru za posao na Sveučilištu Princetonu. Komisija ga je proglasila nestabilnom i nepoželjnom osobom, no Albert Einstein se založio za nje te je Nemenyi angažiran na istraživanju pri Državnom sveučilištu u Iowi, gdje je radio za Einsteinova sina Hansa Alberta. Radio je i po drugim raznim američkim sveučilištima. Ušao u svjetsku povijest kao znanstveni istraživač zaposlen na razvoju atomske bombe. Radio je na projektu izrade mehanizma za njeno aktiviranje. Zbog toga su njegovo kretanje pratila američka služba FBI. Kasnih 1930-ih došao je u kontakt s Reginom Wender Fischer, udanom za Hansa Gerhardta Fischera. Bračni par bio je simpatizer komunizma. 1945. godine su se rastali. Nemenyi je umro 1952. godine.

## Otac Bobbyja Fischera
2002. godine izašao je novinski članak u kojem su autori iznijeli tezu da je fizičar Paul Nemenyi mogući biološki otac šahovskog velemajstora Bobbyja Fischera. Nemenyi doista jest pokazivao brigu za Bobbyja i davao je njegovoj majci novac. Žalio se socijalnim službama da mu sin zbog psihičke nestabilnosti majke ne odrasta u poželjnim okolnostima. Polubrat Bobbyja znao je istinu, Bobby također ali je šutio. Poslije očeve smrti, Peter Nemenyi potvrdio je da je Paul Nemenyi bio i otac Bobbyja Fischera.